# Trout Mask Replica
Trout Mask Replica är Captain Beefheart and the Magic Bands tredje studioalbum, släppt 1969. Denna dubbel-LP räknas allmänt som Captain Beefhearts mästerverk. Här har han tagit inspiration från en mängd olika musikstilar och lagt på experimentella rytmer och texter. Flera av låtarna är deltablues och free jazz-inspirerade. Albumet producerades av Frank Zappa. Det gavs även ut på Zappas eget skivbolag Straight Records. Zappa hade gett Beefheart total frihet att spela in vad han ville. Mestadelen av albumet är inspelat i mars 1969 i Los Angeles. Kommersiellt sett blev skivan ingen framgång i USA, men gick bättre i Storbritannien där den kort nådde albumlistan (UK Albums Chart, #21).
Den brittiska discjockeyn och radiomannen John Peel har sagt att: "Om det har funnits något i populärmusikens historia som kan beskrivas som ett konstverk på ett sätt människor som är involverade i andra områden av konst skulle förstå sig på så är Trout Mask Replica troligen det verket". Musikkritikern Robert Christgau skrev i sin korta recension av skivan att den var för märklig för att han skulle kunna ge den ett A i betyg, men att den var utmärkt att spela när man var på uruselt humör och gav skivan B+ i betyg. Skivan blev 2003 rankad som #58 i magasinet Rolling Stones lista The 500 Greatest Albums of All Time. När en ny lista publicerades 2012 hamnade albumet på plats 60. Musikmagasinet Mojo listade albumet som #28 på listan "The 100 Greatest Albums Ever Made". Skivan valdes av Library of Congress in i USA nationella inspelningasarkiv 2010.
Låten Frownland är den första låten på albumet och en av albumets kortaste låtar. Redan från första sekunden av låten är det uppenbart att Captain Beefhearts musik inte liknar nånting annat.[källa behövs] "My smile is stuck / I cannot go back to your frownland" ("Mitt leende är fast / Jag kan inte gå tillbaka till ditt frownland"), lyder refrängen.

## Låtlista
Alla låtar skrivna av Captain Beefheart d.v.s. Don Van Vliet.
Sida ett
1. "Frownland" – 1:39
2. "The Dust Blows Forward 'n the Dust Blows Back" – 1:53
3. "Dachau Blues" – 2:21
4. "Ella Guru" – 2:23
5. "Hair Pie: Bake 1" – 4:57
6. "Moonlight on Vermont" – 3:55

Sida två
1. "Pachuco Cadaver" – 4:37
2. "Bills Corpse" – 1:47
3. "Sweet Sweet Bulbs" – 1:47
4. "Neon Meate Dream of a Octafish" – 2:25
5. "China Pig" – 3:56
6. "My Human Gets Me Blues" – 2:42
7. "Dali's Car" – 1:25

Sida tre
1. "Hair Pie: Bake 2" – 2:23
2. "Pena" – 2:31
3. "Well" – 2:05
4. "When Big Joan Sets Up" – 5:19
5. "Fallin' Ditch" – 2:03
6. "Sugar 'n Spikes" – 2:29
7. "Ant Man Bee" – 3:55

Sida fyra
1. "Orange Claw Hammer" – 3:35
2. "Wild Life" – 3:07
3. "She's Too Much for My Mirror" – 1:42
4. "Hobo Chang Ba" – 2:01
5. "The Blimp (Mousetrapreplica)" – 2:04
6. "Steal Softly thru Snow" – 2:13
7. "Old Fart at Play" – 1:54
8. "Veteran's Day Poppy" – 4:30

## Medverkande
Captain Beefheart and his Magic Band
- Captain Beefheart (Don Van Vliet) – sång, tenorsaxofon, sopranosaxofon, basklarinett, oboe musette, simran horn, slagverk
- Drumbo (John French) – trummor, slagverk
- Antenna Jimmy Semens (Jeff Cotton) – gitarr, slidegitarr, sång
- Zoot Horn Rollo (Bill Harkleroad) – gitarr, slidegitarr, flöjt
- Rockette Morton (Mark Boston) – basgitarr, vokal
- The Mascara Snake (Victor Hayden) – basklarinett, bakgrundssång

Bidragande musiker
- Doug Moon – akustisk gitarr
- Gary "Magic" Marker – basgitarr
- Roy Estrada – basgitarr
- Ed Marimba (Arthur Dyer Tripp III) – trummor, slagverk
- Don Preston – piano
- Ian Underwood – altsaxofon
- Bunk Gardner – altosaxofon, tenorsaxofon
- Buzz Gardner – trumpet